# Хааке, Ханс
Ханс Хааке (нем. Hans Haacke, род. 1936) — современный художник-концептуалист немецкого происхождения. В настоящее время живёт и работает в Нью-Йорке.

## Творчество
Родился в Кёльне в 1936 году.
С 1956 года по 1960 обучался в Художественной Академии Касселя, что позволило ему также участвовать в организации (в качестве гида) 2-й арт-выставки Documenta. Впоследствии проходил обучение по программе обмена в художественной школе при университете в Филадельфии.
Раннее творчество Хааке характеризуется интересом к биологическим и физическим системам, яркими репрезентантом которого являются сконструированные Хааке «Кубы конденсации» (см. фото).
Однако в 1969 году Хааке переходит от естественных систем к социальным и политическим — первыми работами этого периода являются «Опросы», которые художник провел в нескольких музеях на своих выставках..
Формально «Опросы» представляли собой использование различных методов статистики, в связи с чем характер взаимодействия произведения и зрителя существенно менялся, отныне принимая форму «социологической игры».
Творчество Хааке, таким образом, переводит опыт зрительского участия из сферы эстетического в сферу социально-эмпирическую, в которой от зрителя либо требовалось бы активное участие (например, заполнение опросных листов), либо не только само механическое действие заполнения, но и понимание последствий своего выбора.
Ярким примером подобного «опроса» может служить «MoMA Poll», проведенный Хааке в 1970 году в Музее современного искусства на выставке «Информация». Опрос представлял собой инсталляцию из двух прозрачных урны для голосования с подписями «Да» и «Нет» на каждой. Надпись возле них была обращена к посетителям выставки: «Стал бы для Вас факт, что губернатор Рокфеллер не осуждает политику президента Никсона в Индокитае, достаточным, чтобы не голосовать за него в ноябре? Если да, бросьте свой бюллетень в левую урну. Если нет — в правую». Итог был очевиден — в левой урне оказалось в два раза больше бюллетеней. Нельсон Рокфеллер на тот момент входил в попечительский состав музея.
Также в 1969 году вместе с Карлом Андре и Люси Липпард вошел в Ассоциацию работников искусства, в 1972 году в каталоге «5-й документы» ими был опубликован типовой договор художника и арт-дилера.
Таким образом, в творчестве Хааке институциональная критика оказывается сплетенной с политической критикой — художник последовательно, серий «опросов» показывает, как сфера культурной индустрии оказалась связана с политикой и «темным» финансовым сектором — так, в 1971 году выставка"Ханс Хааке: Системы" в Музее Гуггенхайма была отменена из-за работы, разоблачающей аферы с недвижимостью — Хааке примерил на себя роль «бесстрашного документалиста, автора журналистского расследования», сами работы сделаны как политические листовки. «Работы — „Шапольски и другие холдинги недвижимости Манхэттена“ и „Холдинги недвижимости Манхэттена Сола Голдмана и Алекса Дилоренцо“ (обе — 1971) — представляли собой просто-напросто ряд данных, доступных любому читателю Нью-Йоркской публичной библиотеки, которые художник собрал и выставил. Эти данные касались многочисленных сделок с недвижимостью, осуществляемых несколькими семьями, которые, под видом различных холдинговых компаний и корпораций, выстроили громадные империи трущоб в разных частях Нью-Йорка. Проследив связи и отношения между собственниками (часто скрывающимися под фиктивными названиями), Хааке выявил структуру этих империй. Его проекты просты, строго фактографичны».
Хааке последовательно показывает важность выяснения социополитического контекста художественного объекта и его понимания (еще одним примером данной художественной стратегии может служить представленная в 1974 году в Кельне серия из десяти стендов, прослеживающих историю «Пучка спаржи» Эдуарда Мане (1880) — картины, подаренной музею Обществом друзей Музея Вальрафа-Рихарца под председательством Германа Йозефа Абса в память о Конраде Аденауэре, первом канцлере ФРГ).
Таким образом, Ханс Хааке последовательно развенчивает внешнюю нейтральность культурных институций.
В 1982 году Хааке усиливает политическую критику, представив на 7-й Documenta портреты Рональда Рейгана и Маргарет Тэтчер, стилизованные под портреты XIX века. В 1988 году художник создает ещё один портрет Железной Леди — на этот раз с целью критики её связей с семейством Саатчи, известными не только как коллекционеры, но и как владельцы имидж-компании, помогавшей Тэтчер.
В 90-е годы Хааке обращается к теме «прошлого», вновь используя методы «расследования», фактического изложения, представляя на Венецианской биеннале 1993 года в павильоне инсталляцию «Germania», посвященную исследованию корней политики нацизма.
В 2000 году в Музее Уитни Хааке представил инсталляцию Sanitation, посвящённую цензуре в искусстве.